# Шёнбрун (Баден)
Шёнбрун (нем. Schönbrunn) — община в Германии, в земле Баден-Вюртемберг.
Подчиняется административному округу Карлсруэ. Входит в состав района Рейн-Неккар. Население составляет 2941 человек (на 31 декабря 2010 года). Занимает площадь 34,48 км².